# Остаци средњовековне цркве у Лединцима
Остаци средњовековне цркве налазе се на северним падинама Фрушке горе, источно од села Стари Лединци, у насељу Клиса. Представљају непокретно културно добро као споменик културе од великог значаја.

## Историја
Сматра се да је црква саграђена вероватно у 13. веку. Ископавања у унутрашњости цркве нису вршена, тако да није могуће утврдити тачну висину цркве. Црква је разрушена и запустела после турских освајања. Остаци фресака у унутрашњости цркве, су били видљиви почетком 20. века. Данас тих остатака више нема.
Постоји и мишљење да су ови остаци припадали данас несталом манастиру посвећеном Светом Сави (видети чланак: Манастир Светог Саве (Фрушка гора)), чији је култ на Фрушкој гори био веома јак.

## Стање локалитета
Остаци се састоје од мале једнобродне грађевина, са једноставним бачвастим сводом. Црква је зидана је од ломљеног необрађеног камена у техници трпанца. Касније је у истој техници дограђен и звоник цркве. Сондажна истраживања која су обављена изван олтарске апсиде и северног зида цркве, указују о накнадно призиданим контрафорима, али без директног спајања са основним зидовима храма. Остаци лежишта архитравне греде се данас налазе на висини од 2,06 m, а судећи по површини околног терена, црква, или бар један њен део, је могла бити делимично укопана у тло. Неколико откопаних гробова, вероватно монашких, који су пронађени нису могли дали поуздане податке за прецизније датовање.

## Обнова цркве
Епископ сремски Василије прогласио је остатке средњовековне цркве у Старим Лединцима за манастир Светог Саве (Манастир Савинац) и тако започео обнову ове цркве и манастира, 2017. године. Од како је за настојатељицу васпостављене монашке обитељи постављена Теодора Батинић, у оквиру овог манастира редовно се обављају сва типиком прописана богослужења.